# Вулиця Каменярів (Львів)
Вулиця Каменярів — невеличка вулиця у Галицькому районі міста Львова, неподалік від історичного центру. Сполучає вулиці Крушельницької та Матейка з вулицею Дорошенка.

## Історія та назва
- до 1871 року — Сикстуська Бічна, через те, що вулиця прокладена територією давнього (з XVII століття) фільварку вченого Еразма Сикста.
- 1871 — 1941 роки — Кляйновська, на честь Яна Кляйна, львівського підприємця, власника броварні на Погулянці.
- листопад 1941 — липень 1944 років — Кляйнеґассе.
- липень 1944 — 1946 років — Клейновська.
- від 1946 року — сучасна назва вулиця Каменярів на згадку про те, що замощування цієї вулиці бруківкою надихнуло Івана Франка на написання вірша «Каменярі»,  він на той час (1878–1879) мешкав в будинку на вул. Крашевського, 25 (нині — вулиця Крушельницької, про що сповіщає пам'ятна таблиця радянських часів на розі цих вулиць[7].

## Забудова
В архітектурному ансамблі вулиці Каменярів переважає класицизм. Більшість будинків внесено до Реєстру пам'яток архітектури місцевого значення.
№ 3 — будинок внесений до Реєстру пам'яток архітектури місцевого значення під охоронним № 142-м. У цьому будинку за Польщі діяв дешевий ресторан (корчма) Вікторії Гонсьорової.
№ 5 — двоповерхова кам'яниця збудована за проєктом архітектора Юзефа Каетана Яновського у 1877 році в стилі неоренесансу на замовлення книговидавця, професора Львівського університету Броніслава Губриновича та належала родині Губриновичів до 1939 року. Будинок внесений до Реєстру пам'яток архітектури місцевого значення під охоронним № 143-м.
№ 7 — двоповерхова кам'яниця збудована за проєктом архітектора Юзефа Каетана Яновського у 1877 році в стилі неоренесансу. У цьому будинку тривалий час мешкав Почесний професор Львівської академії ветеринарної медицини Вацлав Морачевський зі своєю дружиною — першою в Австро-Угорщині жінкою-медиком, письменницею, громадською діячкою — однією з перших галицьких феміністок Софією Окуневською. Будинок внесений до Реєстру пам'яток архітектури місцевого значення під охоронним № 144-м. У вересні 2019 року, в межах проєкту «Муніципальний розвиток і оновлення старої частини міста Львова», відреставрована вхідна дубова брама цього будинку.

## Цікавий факт
Пам'ятковий будинок, в якому мешкав І. Франко, має адресу Крушельницької, 25. Подекуди пишуть — Каменярів, 4, але це помилково. Хоча за Польщі існував будинок за адресою: вул. Клейновська, 4.